# Plongeon Canada
Plongeon Canada (anglais : Diving Canada) est la fédération sportive de plongeon du Canada. En tant que fédération nationale, l'organisation est membre de la Fédération internationale de natation et du Comité olympique canadien.
Elle est l'une des quatre organisations de la Fédération aquatique du Canada.

## Histoire
La fédération est fondée en 1967.

## Équipes
- Équipe nationale sénior
- Équipe nationale junior

## Compétitions
- Championnats nationaux senior d'hiver
- Championnats nationaux senior d'été
- Championnats nationaux junior

## Fédérations provinciales
- Québec : Plongeon Québec
- Manitoba : Manitoba Diving
- Nouveau-Brunswick : -
- Alberta : Alberta Diving
- Colombie-Britannique : BC Diving
- Nouvelle-Écosse : Nova Scotia Diving
- Ontario : Dive Ontario
- Île-du-Prince-Édouard : -
- Saskatchewan : Dive Sask
- Terre-Neuve-et-Labrador : Dive Newfoundland

## Identité visuelle
La fédération change son logo début 2019.

Jusqu'en 2019
Depuis 2019

## Prix

### Athlète de l'année
- 2019 : Jennifer Abel / Philippe Gagné
- 2018 : Jennifer Abel / François Imbeau-Dulac
- 2017 : Jennifer Abel / Philippe Gagné
- 2016 : Meaghan Benfeito / Philippe Gagné
- 2015 : Jennifer Abel / Philippe Gagné
- 2014 : Roseline Filion / Vincent Riendeau
- 2013 : Jennifer Abel et Pamela Ware / François Imbeau-Dulac
- 2012 : Émilie Heymans / Alexandre Despatie
- 2011 : Jennifer Abel / Eric Sehn et Kevin Geyson
- 2010 : Jennifer Abel / Alexandre Despatie
- 2009 : Émilie Heymans / Reuben Ross
- 2008 : Émilie Heymans / Alexandre Despatie
- 2007 : Marie-Ève Marleau / Alexandre Despatie
- 2006 : Roseline Filion / Alexandre Despatie
- 2005 : Blythe Hartley / Alexandre Despatie
- 2004 : Myriam Boileau / Alexandre Despatie
- 2003 : Émilie Heymans / Alexandre Despatie
- 2002 : Émilie Heymans / Alexandre Despatie
- 2001 : Blythe Hartley / Alexandre Despatie
- 2000 : Anne Montminy / Alexandre Despatie